# Awantipora

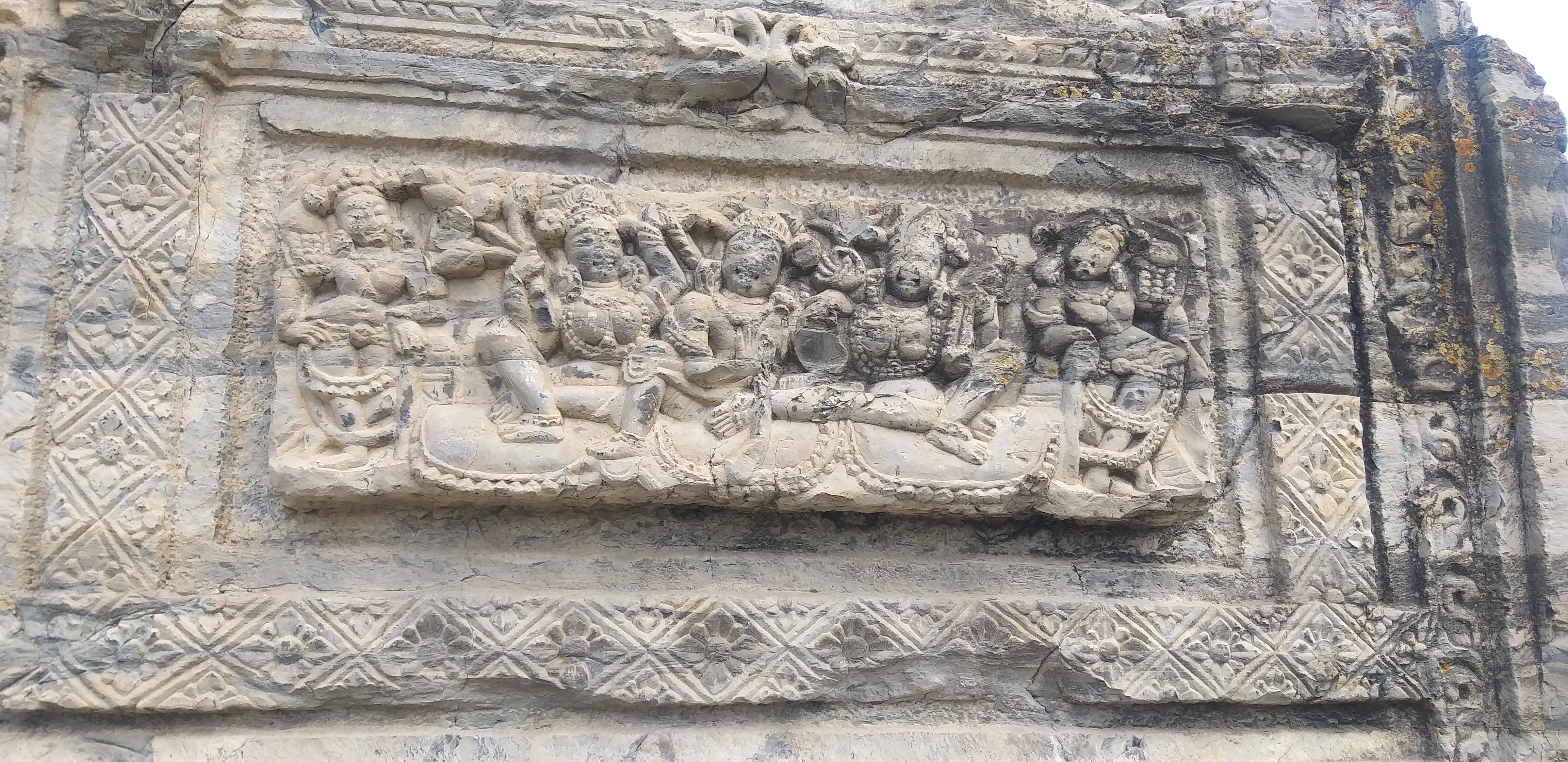
Relief im Awantiswami-Tempel

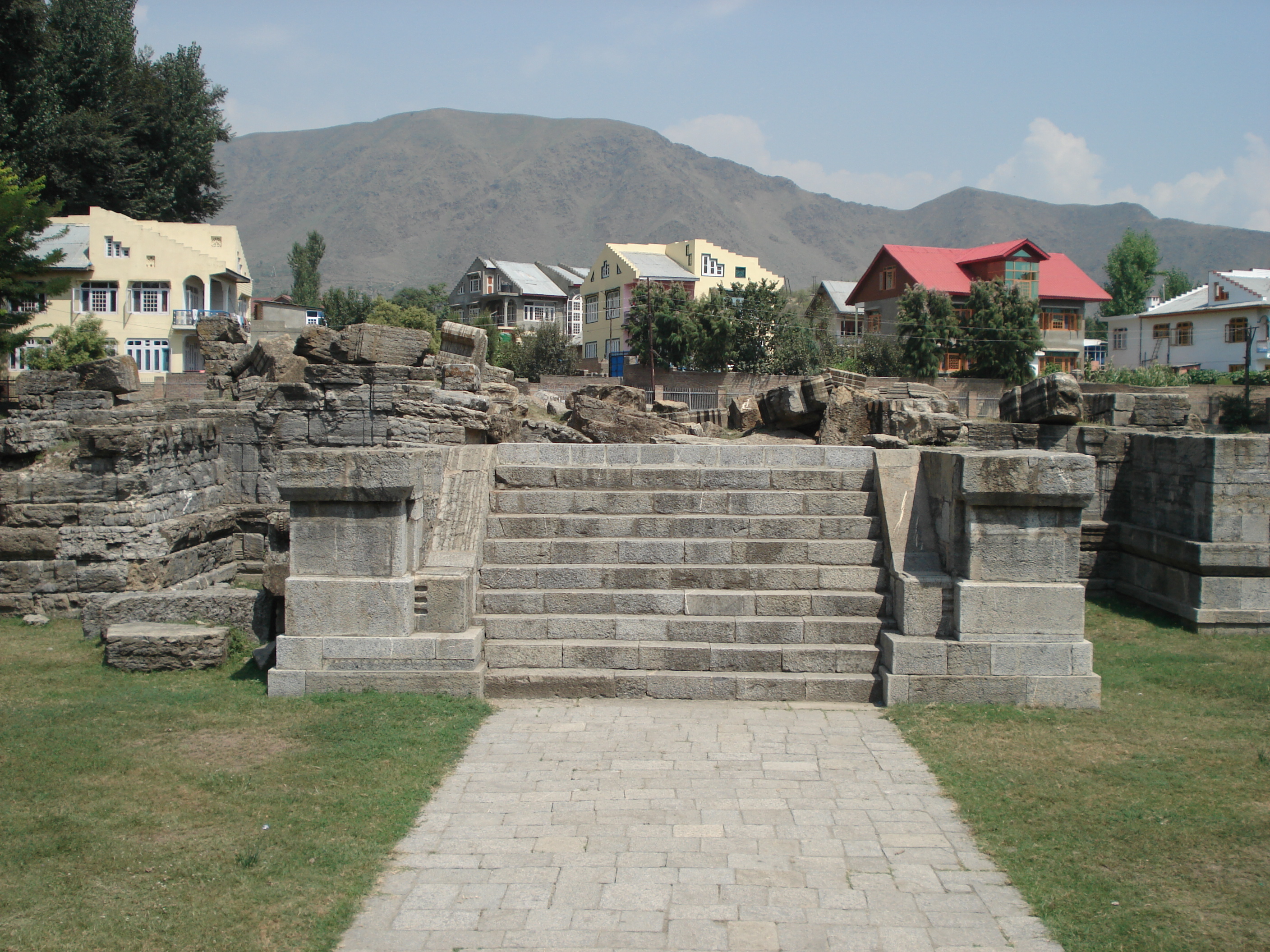
Ruinen des Awantisvara-Tempels

Awantipora oder Awantipur (Kashmiri ونتپور) ist eine etwa 13.000 Einwohner zählende Stadt im indischen Unionsterritorium Jammu und Kashmir.

## Lage und Klima
Awantipora befindet sich in einer Höhe von ca. 1630 m im Hochtal von Kaschmir auf dem Ostufer des Flusses Jhelam, der das gesamte Becken entwässert. Srinagar, die Hauptstadt Kaschmirs, ist ca. 30 km in nordwestlicher Richtung entfernt. Das Klima ist gemäßigt; Regen (ca. 670 mm/Jahr) fällt hauptsächlich in der ersten Jahreshälfte.

## Bevölkerung
Ca. 36,5 % der Einwohner sind Hindus und ca. 61 % sind Moslems; der Rest entfällt auf Sikhs, Christen, Buddhisten und Jains. Der männliche Bevölkerungsanteil ist mehr als doppelt so hoch wie der weibliche, was hauptsächlich an der Arbeitsmigration liegt, denn Frauen und Kinder bleiben häufig in ihren Heimatdörfern zurück.

## Wirtschaft
Das Umland von Awantipora ist vom Reisanbau geprägt. In der Stadt werden traditionelle Teppiche, Kupfer- und Silberwaren, sowie Produkte aus Leder und Seide hergestellt. Die Islamic University of Science and Technology von Kaschmir hat ihren Sitz in Awantipora.

## Geschichte
Awantipora wurde im 9. Jahrhundert von König Awantivarman (reg. 855–883), dem Begründer der Utpala-Dynastie, gegründet und mit zwei bedeutenden Hindu-Tempeln ausgestattet. Beide Tempel wurden jedoch zu Beginn des 15. Jahrhunderts durch Heereseinheiten des muslimischen Eroberers Sikandar Butshikan (reg. 1389–1413) zerstört. Beide Tempelruinen lagen jahrhundertelang verborgen unter der Erde und wurden erst zu Beginn des 20. Jahrhunderts von den Briten freigelegt. Alle Kultbilder sind jedoch verschwunden, doch sind einige Steinreliefs erhalten; einige wenige Fundstücke (hauptsächlich Münzen und Keramiken) sind heute im Sri Pratap Singh Museum in Srinagar zu sehen.

## Sehenswürdigkeiten
- Der nahezu quadratische Grundriss des dem Hindu-Gott Vishnu geweihten Awanti Swami Temple und seine exakte Steinbearbeitung sind noch gut zu erkennen. Der Tempel steht erhöht in einem versenkten, aber vollständig mit Steinplatten belegten Hofbereich, dessen Innenwände mit zahlreichen Nebenschreinen versehen waren. Die kultische Umschreitung (pradakshina) des Tempels war auf der Hoffläche möglich. Ob während der Monsunzeit – wie beim Sonnentempel von Martand – im Hof eine Wasserfläche entstand, ist unklar.
- Der Shiva geweihte Awantisvara Temple oder Avanti Shovra Temple ist deutlich größer als sein nur ca. 1 km entferntes Pendant. Die Gesamtanlage ist ähnlich; der Grad der Zerstörung ist jedoch deutlich größer.

## Sonstiges
Am 14. Februar 2019 ereignete sich nahe Awantipora ein Selbstmordanschlag auf einen Konvoi der indischen Bundes-Reservepolizei (Central Reserve Police Force, CRPF) als ein mit Sprengstoff beladenes Fahrzeug einen Polizeibus rammte. Dabei starben mindestens 44 Polizisten. Zum Anschlag bekannte sich die von Pakistan aus operierende islamistische Gruppierung Jaish-e Mohammed. Es handelte sich um den schwersten Anschlag seit Beginn der Unruhen in Jammu und Kashmir im Jahr 1989.